# Christkönigskirche (Titisee-Neustadt)

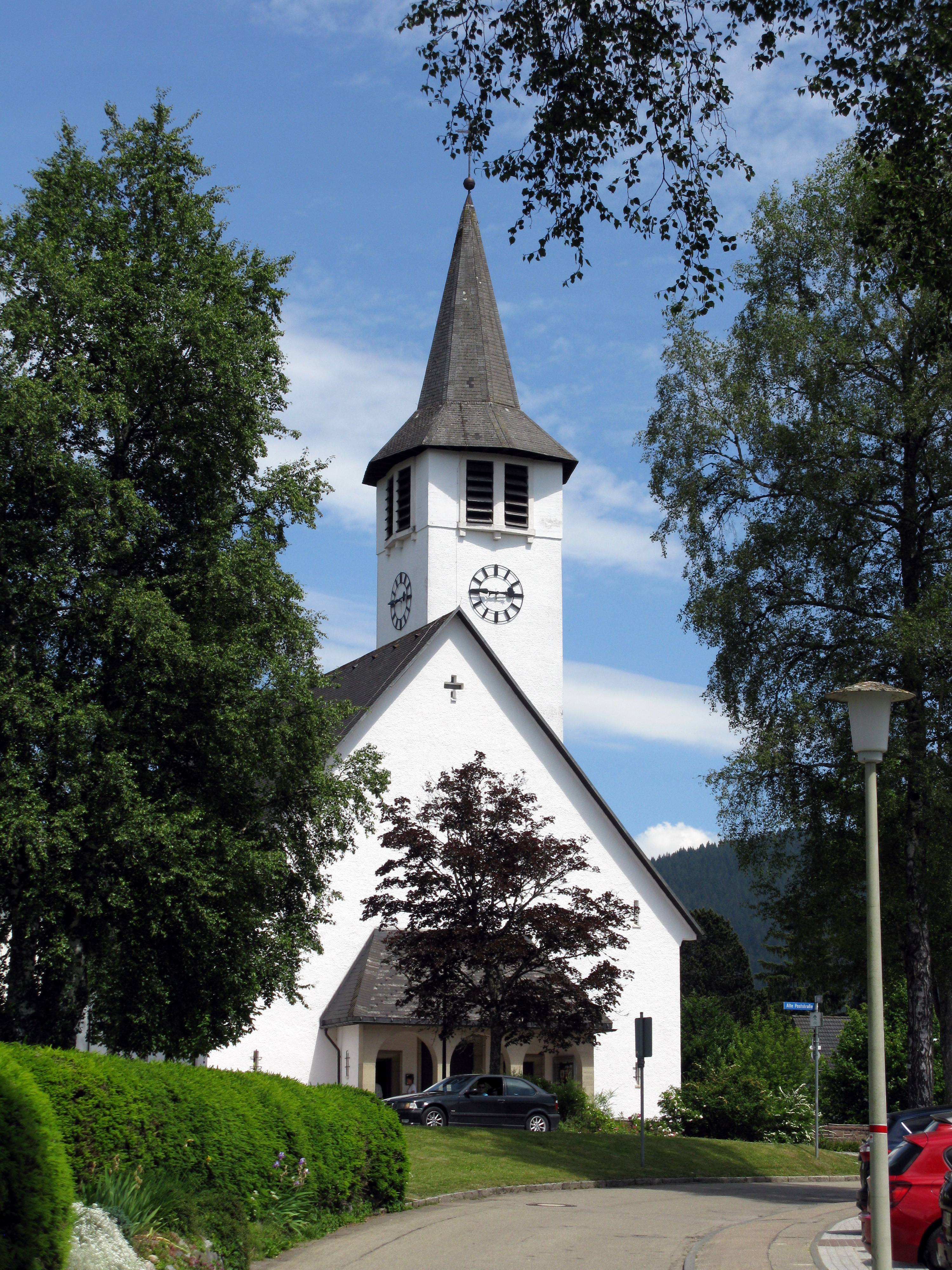
Christkönigskirche Titisee

Christkönig ist die römisch-katholische Pfarrkirche im Stadtteil Titisee der Stadt Titisee-Neustadt im baden-württembergischen Landkreis Breisgau-Hochschwarzwald. Sie ist eines der Kirchengebäude der Römisch-Katholischen Kirchengemeinde beim Titisee im Dekanat Neustadt der Erzdiözese Freiburg. Das Gebäude wurde in der Zeit des Nationalsozialismus errichtet. 

## Geschichte
Die Eröffnung der Höllentalbahn von Freiburg im Breisgau nach Neustadt im Schwarzwald im Jahr 1887 bedeutete einen Aufschwung des Tourismus in der Ortschaft „Viertäler“, wie der Ort am gern besuchten Titisee zunächst hieß. Nachdem die Bevölkerungszahl durch den Tourismus und auch die Gästezahl weiter anstieg, wurde der Ruf nach einem Gotteshaus immer lauter. Zunächst behalf man sich mit Gottesdiensten in der „Bärenkapelle“ neben dem 1935 abgebrannten Bärenhof, ab 1887 sporadisch, von 1912 an regelmäßig. 1903 wurde bereits ein Kapellenfonds gegründet, der Mittel für den Kirchenbau einwerben und zur Verfügung stellen sollte. Die 45.000 Mark, die bis 1923 gesammelt wurden, schrumpften aber durch die Inflation so stark, dass an einen Bau vorläufig nicht zu denken war. 
Das änderte sich, als mit Wirkung zum 1. Oktober 1934 die Kirchengemeinde Titisee gegründet wurde – inzwischen hatte der Ort Viertäler den Namen des Sees übernommen –  und diese dann zur „Kuratie“ erhoben wurde. Der 1935 eingesetzte Pfarrkurat Wendelin Gihr betrieb den Bau der Kirche, auch mit Aufrufen zu Spenden für den Kirchenbauverein. Das Grundstück war der Gemeinde als Geschenk angeboten worden. Im Juni 1936 wurden die Rohbauarbeiten vergeben, die Grundsteinlegung erfolgte einen Monat später. Vor dem endgültigen Einbruch des Winters waren im November 1936 die Rohbauarbeiten beendet. Nach der Winterpause begann im Frühjahr 1937 der Innenausbau und am 5. September 1937 konnte die Kirche benediziert werden, obwohl der Innenausbau noch nicht abgeschlossen war. Erst 15 Jahre später, am 24. September 1952 nahm der damalige Freiburger Weihbischof Eugen Seiterich die feierliche Kirchweihe vor.
In den Jahren 1998/99 wurde eine umfangreiche Kirchensanierung vorgenommen, bei der es unter anderem um die Umgestaltung des Chorraums ging. 2015 wurde auch eine neue Orgel eingebaut.

## Beschreibung
Das Kirchengebäude besteht aus dem mit einem Satteldach gedeckten Langhaus, dem eingezogenen und etwas geringer hohen Chor mit angebauter Sakristei und dem 42 Meter hohen Turm mit quadratischem Grundriss und achteckigem, unten abgeknickten Spitzhelm. Die Westfassade ist, abgesehen vom durch eine kleine Vorhalle geschützten Haupteingang und vier kleinen schlitzartigen Fensteröffnungen, vollständig geschlossen. Der Turm ist auf der Südseite an das Kirchenschiff unmittelbar vor dem Chor angebaut.

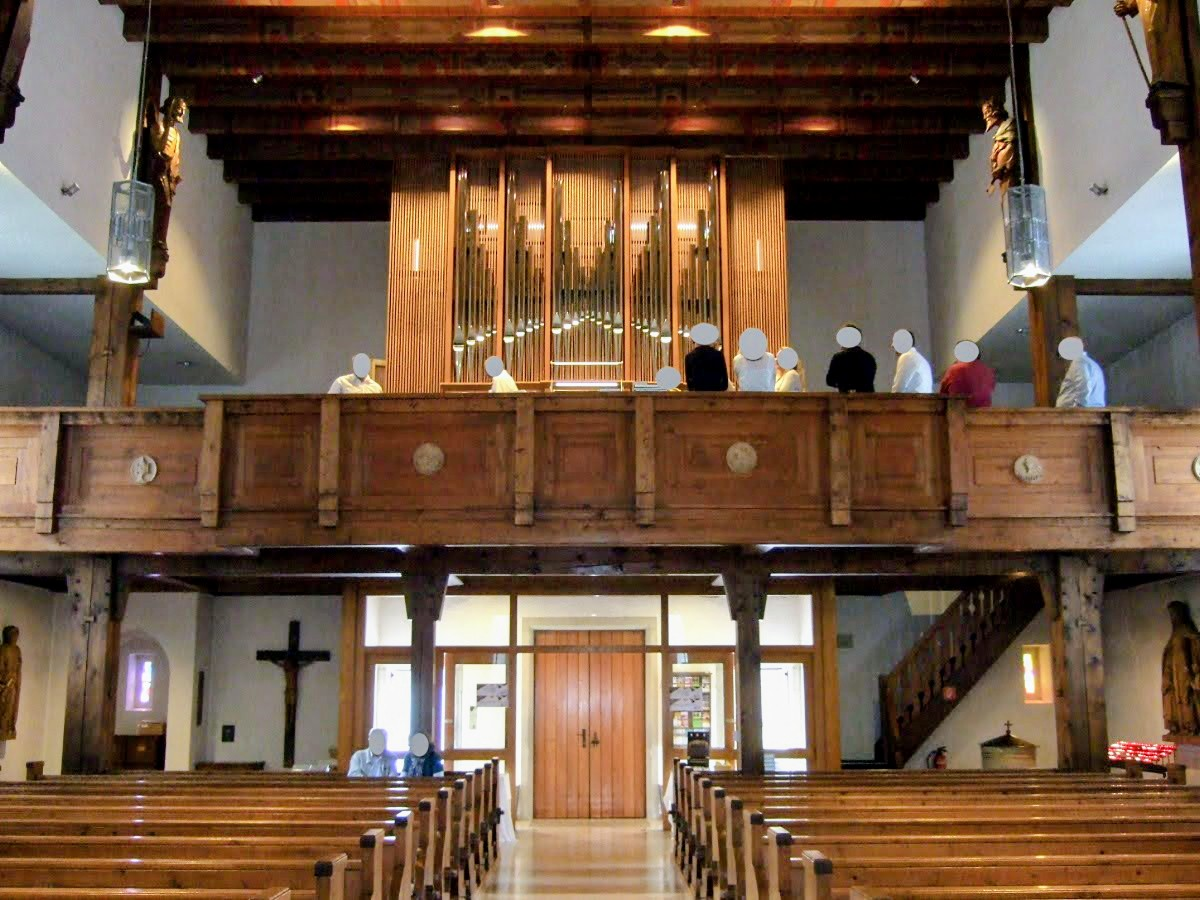
Innenansicht zur Empore hin

Der Innenraum ist stark von Holz geprägt. Sechs hölzerne Stützen teilen den Mittelteil der Kirche mit hölzerner Decke von den Seitengängen. Kirchenbänke und Empore sind aus Holz, ebenso die Kanzel, die mit geschnitzten Figuren von vier lateinischen Kirchenvätern des Ettenheimer Bildhauers Stefan Kälble geschmückt ist. Kälble schuf auch die zwölf Apostelfiguren, die an den hölzernen Stützen in ungewöhnlicher Höhe angebracht sind. Aus seiner Hand stammen auch die großen Halbreliefs des Kreuzwegs, die nach und nach geliefert wurden.
Der Hochaltar aus der Bauzeit wirkt fast wie ein Altar aus dem Mittelalter. Im Zentrum zeigt eine Skulptur Christus als thronenden König. Auch diese farbig gefasste Plastik stammt vom Bildhauer Stefan Kälble. Die Seitenteile, wie Flügel eines Flügelaltars wirkend, zeigen acht Bildtafeln, deren Inhalt der Bibel entnommen ist: in der unteren Reihe werden wichtige Personen aus dem Alten Testament gezeigt, oben sind Szenen aus der Passion Jesu Christi und im letzten Bild Jesus Christus als Weltenrichter zu sehen. Diese altertümlich wirkenden Bilder wurden von Hans Baumhauer entworfen. Dieser gestaltete auch die farbigen Glasgemälde in der Mitte der ansonsten mit Klarglas versehenen hohen Rundbogenfenster.
Die Umgestaltung des Altarbereichs lag 1998/99 in den Händen des Bildhauers Wolfgang Eckert aus Furtwangen-Neukirch. Zentrales Element ist der Zelebrationsaltar mit nahezu würfelförmigem, durch Aussparungen und Fugen gegliedertem Sockel und einer sich verjüngend auskragenden Mensaplatte. Dieser Gestaltung aus Burgpreppacher Sandstein sind Ambo, Taufstein und Marienstele sowie der Osterleuchter (aus Messing) angeglichen.
Orgel
Schon 1937 erhielt die Kirche eine Orgel mit 24 Registern aus der Freiburger Orgelwerkstatt von Willy Dold. Nach der Jahrtausendwende wurde aber immer deutlicher, dass diese Orgel nicht mehr den herrschenden Ansprüchen genügte, was auch daran lag, dass zur Bauzeit keine günstigen Bedingungen für den Bau eines solchen Instruments vorhanden waren: Material war knapp und teilweise auch nicht von guter Qualität. Aus diesem Grund wurde 2004 ein Orgelbauverein gegründet, der vor allem für die Finanzierung einer neuen Orgel sorgte. Am 20. September 2015 konnte dann ein neues Instrument als Opus 1166 der Manufaktur Jehmlich Orgelbau Dresden mit 19 Registern auf zwei Manualen und Pedal eingeweiht werden.
Glocken
In der Glockenstube des Kirchturms hängt ein vierstimmiges Glockengeläut aus Bronzeglocken, das 1955 von der Heidelberger Gießerei Friedrich Wilhelm Schilling gegossen wurde. Es ersetzte vier Glocken, die erstmals im Juni 1937 erklangen. Drei davon mussten für Zwecke der Kriegswirtschaft schon 1942 wieder abgegeben werden. Die vierte und kleinste Glocke durfte bleiben, wurde aber beim Aufzug der neuen Glocken entfernt.
Die Glocken im Einzelnen:
| Glocke | Name                    | Durchmesser | Gewicht | Schlagton |
| ------ | ----------------------- | ----------- | ------- | --------- |
| 1      | Christkönigsglocke      | 1348 mm     | 1641 kg | d'-3      |
| 2      | Ave-/Muttergottesglocke | 1240 mm     | 1274 kg | e'-3      |
| 3      | Heimkehrer-/Totenglocke | 1096 mm     | 0871 kg | fis'-5    |
| 4      | Michaelsglocke          | 0975 mm     | 0647 kg | a'-3      |

Unter dem Glockengeschoss mit zweiteiligen Schallöffnungen auf allen vier Seiten, die zur Mitte hin leicht ausgestellt sind, sind allseitig Zifferblätter der Turmuhr zu sehen, deren Zeiger noch von einem mechanischen Uhrwerk angetrieben werden. In den Uhrschlag sind alle vier Glocken einbezogen: Glocken 2, 3 und 4 schlagen zu jeder Viertelstunde, die große Glocke 1 schlägt die vollen Stunden. Glocke 2 läutet dreimal täglich zum Angelusgebet.